# Jo Hea-jung
Jo Hea-jung (en coreano: 조혜정, lit. 'Jo Hye-jeong'; Busan, 5 de marzo de 1953 – 30 de octubre de 2024) fue una voleibolista surcoreana.

## Carrera

### Club
| Periodo   | Club              |
| --------- | ----------------- |
| 1973-1977 | Midopa Voleyball  |
| 1978-1981 | Lions Baby Ancona |

### Selección nacional
Jugó para Corea del Sur de 1970 a 1977, ganó dos medallas de plata en los Juegos Asiáticos, tercer lugar en el Campeonato Mundial de Voleibol Femenino de 1974 y medalla de bronce en los Juegos Olímpicos de Montreal 1976.

## Logros
- Mejor jugadora del FIVB Volleyball Women's World Cup de 1973